# Camenisch-Lysyanskaya-Signaturverfahren
Das Camenisch-Lysyanskaya-Signaturverfahren, oft auch als CL-Signaturverfahren bezeichnet, ist ein kryptographisches Verfahren zum Erstellen digitaler Signaturen. Es wurde von den Kryptographen Jan Camenisch und Anna Lysyanskaya entwickelt und im Jahr 2002 publiziert.

## Verfahren
Im Folgenden wird das Signaturverfahren im Detail beschrieben. Die Beschreibung weicht in Details von der Originaldarstellung ab und folgt der Darstellung von Camenisch und Groß.

### Verwendete Parameter
Zuerst werden folgende Parameter festgelegt:
- {\displaystyle \ell _{n}}: Länge des verwendeten RSA-Moduls; typische Werte sind 1536 oder 2048.
- {\displaystyle \ell _{m}}: Maximale Länge der zu signierenden Nachrichten.
- {\displaystyle L}:      Anzahl der mit einer Signatur signierbaren Nachrichten.
- {\displaystyle \ell _{e}}: Sicherheitsparameter; muss {\displaystyle >\ell _{m}+2} sein.
- {\displaystyle \ell _{v}}: Sicherheitsparameter; typische Werte sind 80 oder 128.

### Schlüsselerzeugung
Die Schlüsselerzeugung werden nun folgende Schritte durchlaufen:
- Man wählt zwei große Primzahlen {\displaystyle p,q} gleicher Bitlänge {\displaystyle \ell _{n}/2}, für welche {\displaystyle {\frac {p-1}{2}},{\frac {q-1}{2}}} ebenfalls prim sind. Man definiert {\displaystyle n=pq}. (Siehe hierzu Sophie-Germain-Primzahl.)
- Man wählt zufällige {\displaystyle S,Z,R_{1},\dots ,R_{L}\in QR_{n}}, wobei {\displaystyle QR_{n}} die quadratischen Reste modulo {\displaystyle n} beschreibt.

Der private Signaturschlüssel ist {\displaystyle (p,q)}, der öffentliche Verifikationsschlüssel besteht aus {\displaystyle (n,S,Z,R_{1},\dots ,R_{L})}.

### Signieren einer Nachricht
Ein Tupel von Nachrichten {\displaystyle (m_{1},\dots ,m_{L})\in (-2^{\ell _{m}},2^{\ell _{m}})^{L}} wird folgendermaßen signiert:
- Man wählt eine zufällige Primzahl {\displaystyle e} mit Länge {\displaystyle \ell _{e}>\ell _{m}+2}, und {\displaystyle v\in [0,2^{\ell _{n}+\ell _{m}+\ell _{v}})}.
- Man berechnet {\displaystyle A=\left({\frac {Z}{S^{v}\prod _{i=1}^{L}R_{i}^{m_{i}}}}\right)^{1/e}\mod n}.

Die Signatur besteht dann aus {\displaystyle (e,A,v)}.

### Verifizieren einer Signatur
Eine Signatur {\displaystyle (e,A,v)} für ein Tupel {\displaystyle (m_{1},\dots ,m_{L})} ist gültig falls:
- {\displaystyle m_{i}\in (-2^{\ell _{m}},2^{\ell _{m}})} für alle {\displaystyle i=1,\dots ,L},
- {\displaystyle 2^{\ell _{e}-1}<e<2^{\ell _{e}}}, sowie
- {\displaystyle Z=A^{e}S^{v}\prod _{i=1}^{L}R_{i}^{m_{i}}\mod n}.

## Sicherheit
Das Verfahren ist unter der starken RSA-Annahme sicher. Diese besagt, dass für einen zufälligen Modul {\displaystyle n} der oben beschriebenen Form, und einem zufälligen {\displaystyle y\in \mathbb {Z} _{n}^{*}} es nicht möglich ist, effizient ein {\displaystyle x\in \mathbb {Z} _{n}^{*}} sowie ein {\displaystyle 1<e\in \mathbb {N} } zu finden, sodass {\displaystyle y=x^{e}\mod n} gilt.

## Verwendung
CL-Signaturen werden aufgrund ihrer Eigenschaften häufig als Bausteine für anonyme Authentifizierungsprotokolle verwendet, wie zum Beispiel für Idemix oder Direct Anonymous Attestation.